# Березневе повстання у Миколаєві (1918)
Березне́ве повста́ння у Микола́єві (також Антигерма́нське повста́ння у Микола́єві або Березне́вий ви́ступ) — стихійне повстання у Миколаєві в березні 1918 року, спрямоване проти австро-німецьких військ, запрошених раніше як союзників Українською Центральною Радою в рамках Берестейського миру.
Повстання було спричинене рядом причин, серед яких поведінка австро-німецьких військ стосовно портового і продовольчого майна, а також політична напруженість, що виникла внаслідок закриття суднобудівних заводів «Наваль» та «Руссуд» і арештами прихильників більшовизму. Більшовицькими мемуаристами в подальшому зазначалося, що однією з причин зростання невдоволення миколаївських робітників стало те, що вони не отримали заробітної платні. При цьому замовчувалося, що платня мала сплачуватися саме з тих коштів банку, які «евакуювали» й доправили до Москви лідери місцевих більшовицьких осередків напередодні вступу до міста австро-німецьких військ.
Рушійною силою повстання стали переважно працівники місцевих заводів, робітнича молодь та колишні фронтовики. Останні, в 1917 році залишили фронт, не бажаючи більше воювати, проте прихід німецьких військ, з яким вони воювали останні три роки, викликав у них обурення та спротив.
Внаслідок заворушень з використанням вогнепальної зброї, зокрема гвинтівок і кулеметів, а також артилерії, що тривали від 22 до 29 березня 1918 року в районах робочої Слобідки, Базарної і Адміралтейської площ, а також на деяких центральних вулицях міста, загинуло 430 осіб, серед яких 107 залишилися невпізнаними і пізніше були поховані в братських могилах на міському цвинтарі. Втрати австро-німецьких військ склали близько 200 осіб убитими і 400 пораненими.
Березневий виступ призвів до повного контролю австро-німецьких військ над містом в результаті придушення повстання. В Миколаєві було запроваджено воєнний стан і комендантську годину з суворими обмеженнями щодо цивільного населення. Згодом у місті було встановлено пряме військове правління у вигляді німецького губернаторства «Миколаїв».
В радянській історіографії з ідеологічних причин характеризувалася як знакова у «боротьбі трудящих мас за радянську владу» і згодом прийняла форму повністю організованого і керованого більшовиками повстання, що спростовується сучасними дослідниками, наголошуючи на його стихійності.

## Передумови
17 березня 1918 року австро-німецькі війська у складі 21-го резервного піхотного полку, 209-ї автомобільної колона та 5-го Баварського артилерійського полку, сформовані з резервістів, які перебували на Румунському фронті, майже без опору увійшли до раніше окупованого більшовиками Миколаєва. Незначний спротив чинили загони більшовицьких військ та місцевих червоноармійців, що не встигли евакуюватися або залишалися в підпіллі.
О четвертій годині дня в готелі «Лондонський» відбулася нарада представників міської думи й німецького командування. Гласні висунули низку вимог, головною з яких була «повна незалежність місцевого самоврядування», які німці «принципово прийняли». Посилаючись на директиви Центральної Ради, згідно з якими вся влада в місті мала належати міському самоврядуванню, німецьке командування повідомило, що в думі вони вбачають єдине представництво влади в Миколаєві. Про місцеві українські організації заявили, що питання про їх спеціальні повноваження може виникнути лише тоді, коли до міста прибудуть офіційні представники Центральної Ради.
Під час розгляду в думі 18 березня 1918 року питання про вступ німецьких військ до Миколаєва гласні погодилися з окупацією як із доконаним фактом, проте не схвалили її, вважаючи використання іноземних військ для наведення ладу в державі ганебною і небезпечною справою.
Зайнявши місто, німецьке командування відвідало суднобудівні заводи «Наваль» та «Руссуд», оглянуло кораблі на стапелях і виставило біля них караули, а самі підприємства через відсутність коштів, закрили. Такі дії, вкупі з арештами прихильників більшовизму, загострили політичну напруженість у місті.
Рушійною силою березневого виступу стали переважно працівники місцевих заводів, робітнича молодь та колишні фронтовики. Останні, в 1917 році залишили фронт, не бажаючи більше воювати, проте прихід німецьких військ, з яким вони воювали останні три роки, викликав у них обурення та спротив.
Одразу після вступу австро-німецьких військ до міста було утворено імператорсько-німецьку військову комендатуру на чолі з Юліусом фон Ґільгаузеном, що мала б опікуватися розміщенням військових частин. В такому контексті завданням комендатури стала співпраця з місцевою цивільною владою. Проте німецькому комендуванню довелося зіткнутися з опором. 20 березня 1918 року на суднобудівному заводі «Наваль» відбувся мітинг, на якому лунали гасла проти вивезення хліба. Продовольчі проблеми в місті на той час уже давалися ознаки, а німці користувалися запасами продовольства в набагато більших розмірах, ніж спершу повідомили. Замість грошей офіцери й солдати видавали розписки. Німецьке командування повідомляло, що оплата «за реквізиційними квитанціями здійснюватиметься після одержання очікуваних українських грошей». Того ж 20 березня німці заарештували членів «колегії дев'яти», створеної з метою націоналізації суден торгівельного флоту. Утім через протести містян їх відпустили, заявивши, що арешт стався через непорозуміння. 
22 березня 1918 року до міста прибув командувач військами південного напрямку генерал Роберт фон Кош. У розмові з місцевим головою Володимиром Костенко він ще раз підтвердив, що німці у внутрішнє життя міста, громадські та професійні організації не втручатимуться, а натомість надають повну свободу місцевому самоврядуванню. Разом з тим фон Кош зауважив, що задля налагодження торговельних відносин між Україною, Німеччиною та Австро-Угорщиною вони усуватимуть усе, що «так чи інакше затримуватиме досягнення їхніх цілей», тобто забезпечення власних країн продовольством, збіжжям та сировиною.
Стан справ у місті, насамперед на закритих суднобудівних заводах, наближався до катастрофічного. Більшовики розгорнули агітацію на підприємствах міста, закликаючи до повстання й обіцяючи, що незабаром надійде допомога від робітників з Херсону й підрозділів Червоної армії, що невдовзі мають прибути до Миколаєва. В агітації до повстання більшовики свідомо користувалися германофобськими і патріотичними настроями, які активно культивувалися у Російській імперії ще з початку Першої світової війни. В мілітаризованому Миколаєві такі настрої були особливо сильними.
Меншовики й есери, особливо з числа гласних міської думи, активно виступали проти повстання. Вони також намагалися проводити агітацію серед робітників за збереження спокою й стабільності в місті, але їх агітація розгорнулася з певним запізненням. Роздратовані й невдоволені робітники, розагітовані більшовиками, вже не сприймали інших аргументів.
Анфіса Ряппо, працівниця більшовицької газети «Власть труда» і дружина голови Миколаївської ради робітничих і військових депутатів Яна Ряппо, зазначала, що однією з причин зростання невдоволення миколаївських робітників стало те, що вони не отримали заробітної платні. При цьому в своєму щоденнику вона замовчувала, що платня мала сплачуватися саме з тих коштів банку, які «евакуювали» й доправили до Москви лідери місцевих більшовицьких осередків напередодні вступу до міста австро-німецьких військ.

## Перебіг подій
20 березня після мітингу на заводі «Наваль» відбулося більшовицьке закрите об'єднане засідання заводських робітничих комітетів «Наваля», «Руссуду» та «Темводу» за участю колишніх учасників Першої світової війни, на яких, за деякими свідченнями, лунали гасла негайно озброюватися і виступати проти іноземних військ. Хоча комітети зійшлися на спільній думці про повстання, спільного плану дій вироблено не було.
Приводом до початку повстання 22 березня, в більшості свідчень, зокрема в пізніших радянських, називають артилерійські постріли, які пролунали о пів на третю годину дня з боку залізничної станції Водопій. Постріли, приписувані більшовикам, однак не маючи за собою ніякої доказової бази, згодом стали приводом до появи однієї з легенд повстання. Згідно неї, постріл пролунав з бронепотягу, на якому до Миколаєва прибув загін кримських матросів під командуванням Івана Федька, а сам загін брав участь у штурмі Старофлотських казарм і зміг «вибити ворога із казарм флотського напівекіпажу». Документального підтвердження цієї версії не існує.
Водночас в тій самій радянській пресі існують і інші версії початку повстання. Так, Анфіса Ряппо у спогадах, опублікованих у 1922 році, навела іншу версію початку збройного протистояння. За її словами, 22 березня 1918 року на Соборній вулиці було побито німця. Під час ліквідації конфлікту хтось з колишніх фронтовиків вихопив пістолет і здійснив постріл в німецького лейтенанта. Новина про побитого і пораненого німців розійшлася по місту, спричинивши повстання. Зброю повстанці захопили у місцевому клубі есерів та міліцейському відділку. Частково зброя добувалася шляхом роззброєння випадкових німецьких солдат на вулицях.
Історик Володимир Щукін, базуючись на тогочасних свідченнях, наводить іншу версію початку повстання. Згідно неї, 22 березня по місту поширювалися тривожні чутки про людські жертви, а також стосовно того, що на підході до Миколаєва вже є більшовицькі війська. Невдовзі біля будівлі міської думи зібралися люди. Місцеві газети повідомляли про кількатисячний натовп, проте безпосередній свідок подій, прапорщик С. Білогай повідомляв, що перед думою зібралося не більше трьохсот осіб. Натовп попрямував до двору місцевого міліцейського відділку, вимагаючи видати зброю, яку зумів захопити без опору. Повстанці отримали кількасот гвинтівок та два кулемети. Згодом стало відомо, що на той момент робітники заводів уже захопили зброю, що там зберігалися. Не маючи можливості завести броньовик, що стояв на дворі, повсталі вручну виштовхнули його на Соборну вулицю в бік готелю «Лондонський», де знаходився тимячасовий німецький штаб і проживали офіцери. Встановивши на машину кулемет, почався обстріл готелю та вулиці. Як свідчик Білогай, по усьому місту було чутно стрілянину, якою ніхто не керував. Озброєні люди стріляли без усякого прикриття, з-за рогів будинків, з горищ будинків і цілили просто в будь-кого.
Натовп розділився на дві групи: одна попрямувала по Глазенапівській вулиці в бік Базарної площі і залізничного вокзалу, інша — по Адміральській до Старофлотських казарм, де дислокувалися німецькі солдати, та до радіостанції, що знаходилася поблизу Ракетного урочища. Частина ж озброєних людей лишалася у дворі міської думи і міліції.
Повстанцям вдалося роззброїти кілька германських патрулів, а в районі Слобідки навіть захопили артилерійську батарею. Уже за годину в центрі міста німецьке командування розгорнуло активні дії. На бульварній частині Херсонської вулиці від Різдвяної у напрямку Симеоно-Агрипінської церкви німецькі війська обкопуваллись, зводили прикриття і встановлювали кулемети та гармати. Велике зіткнення відбулося в районі вокзалу. Анфіса Ряппо навіть стверджувала, що будівля вокзалу кілька разів переходила з рук у руки. Врешті, німцям таки вдалося відбити повстанців від вокзалу. Такі заходи дозволили німецькій стороні встановити контроль за центром та західною частиною міста. Крім того, було пошкоджено приміщення міської думи. Снаряд влучив в кабінет міського голови, але не розірвався. Сам міський голова Володимир Костенко був заарештований за те, що не запобіг повстанню. Під варту також потрапило керівництво міської міліції, оскільки не змогло забезпечити захист складів зброї від захоплення її повстанцями.
Найзапекліші зіткнення відбулися увечері та вночі 22 березня в районі Адміралтейської площі та Старофлотських казарм. Після захоплення радіостанції і полону 48 німецьких військових, що охороняли станцію, її вивели з ладу, що на певний час позбавило австро-німецькі війська зв'язку. Повстанці здійснили кілька спроб штурму казарм, проте жодна з них не закінчилася успіхом, а натомість призвели до значних людських жертв, оскільки повсталі опинилися на відкритій місцевості під кулеметним вогнем з двох боків, від казарм та з-за стіни суднобудівного заводу. Лише на ранок німецькі війська змогли відтіснити людей у район Слобідки.
Близько опівночі німці почали артилерійський обстріл. Міномети та гаубиці, встановлені по вулицям Глазенапівській, Наваринській, Артилерійській та біля вокзалу відкрили вогонь по складам комерційного порту та Адміралтейській площі, що призвело до пожежі в клубі більшовиків на розі Глазенапівської і Херсонської вулиць, а також на заводі Ельворті, старої млинарні та складу сільськогосподарського приладдя, оскільки з них велася стрілянина повстанцями. Артилерійська канонада та обстріл з кулеметів тривали до самого ранку.
На додаток до перших жертв серед цивільного населення, що мали місце ввечері та вночі першого дня повстання, більша частина міста лишилася без води, оскільки міський водогін було пошкоджено артилерійським вибухом. Незважаючи на те, що повстанці на обох основних напрямках мусили відступити, 23 березня австро-німецькі війська ще не відчували реальної переваги. Обидві сторони чекали підкріплення. Німецька армія — з Одеси, а повстанці — зі сторони Херсону та Апостолового. Як згодом з'ясувалося, очікування миколаївських повстанців були марними. Підтримку їм надали лише невеличкі більшовицькі партизанські загони. Крім того, ситуативними союзниками більшовиків у ході повстання стали анархісти, значна частина яких покинула місто ще напередодні входу до міста австро-німецьких військ. Анархістські загони мали здійснити наступ у напрямку Богоявленська, Тернівки та Водопою, але ніякого реального успіху їх дії не мали.
Учасник повстання, більшовик Трохим Габестро писав, що реально існував тільки партизанський загін під командуванням А. Когана, тому в союзники запросили анархістів під командуванням Марусі Никифорової. Під час повстання, зустрівшись з німцями, партизанські загони Когана та Габестро відступили, а невеличкий загін брата Трохима Габестро, Івана, взагалі залишився без прикриття. На його правому фланзі діяли анархісти й увечері, в розпал бою, загін Марусі Никифорової кинув позиції і «без узгодження з іншими загонами відступив на вечерю». Таким чином, повсталі в місті залишилися без підтримки ззовні.
Зранку 23 березня німці почали інтенсивний кулеметний обстріл базару, де ховалася частина повстанців. Перестрілка тривала весь день, лише увечері повсталі покинули Базарну площу, відступивши в бік Слобідки. Врешті, це призвело до великої пожежі, в якій вигоріла значна частина базару. Продовжувався артилерійський обстріл Слобідки. Ввечері на вокзал для допомоги німецьким військам прибув перший ешелон із Одеси з угорськими солдатами. На ранок Миколаєва дістався ще один потяг з військами.
Отримавши поповнення, 24 березня австро-німецькі війська перейшли в наступ по всіх напрямках. Упродовж дня повстанці тримали оборону на Слобідці та міському цвинтарі. Німецька сторона вела інтенсивний артилерійський та кулеметний обстріл цих районів, що призвело до численних жертв серед цивільного населення. Надвечір повстанців витіснили зі Слобідки й міського цвинтаря. Більшість із них змогли швидко сховатися на вулицях і в провулках Слобідки, а останні, відстрілюючись, відступали в бік хутора Водопою та Інгулу.
Вже наступного дня німці видали наказ, яким цивільним приписувалося терміново виносити зброю й складати на перехрестях вулиць, водночас почалися методичні обшуки в робітничих кварталах, під час яких, за даними мемуарних радянських видань 1920-х років, за знайдені зброю чи набої чоловіче населення розстрілювалося, а будинки спалювалися. За приміщенням вокзального вугільного складу розпочалися розстріли полонених повстанців з розривних куль, що спотворювали тіла страчених, що ховалися в братські могили, на яких вказували кількість розстріляних. Натомість подальші дослідження не підтвердили ані факту масового розстрілу повстанців в районі залізниці, ані використання розривних набоїв, а випадки пожеж цивільних будинків пояснюються наслідком інтенсивних артилерійських обстрілів, внаслідок якого саманні хати легко загорялися.
Тривалий час вважалося, що повстання було остаточно придушене 25 березня, однак з сучасних джерел відомо, що перестрілки й зіткнення, а також розстріли повстанців мали місце ще 27 та 28 березня, а убиті під час перестрілки фіксувалися й у наступні кілька днів, але серед жертв усе більше переважали ті, хто помирав від вогнепальних поранень, отриманих у попередні дні. Протягом 25—30 березня на міському цвинтарі відбувалися поховання загиблих та тих, хто помер від поранень. Перестрілки припинилися лише 29 березня.

## Наслідки
В результаті придушення повстання німці здобули повний контроль над містом. Німецьке командування запровадило в Миколаєві воєнний стан і комендантську годину з суворими обмеженнями щодо цивільного населення. Згодом у місті було встановлено пряме військове правління у вигляді німецького губернаторства «Миколаїв».
28 березня, за три дні після остаточного придушення повстання, демократичною Миколаївською міською думою було схвалено резолюцію з приводу антигерманського повстання й відряджено нею делегацію до Української Центральної Ради. Того ж дня у міській думі розглядалося питання про арешт міського голови Костенка, відсторонення германським командуванням від виконання обов'язків членів Миколаївської міської управи та призначення колегії управи у складі виконуючого обов'язки міського голови Федора Гіля та гласних Г. Плотіцина і С. Терещенка. Незважаючи на заяви про невтручання в діяльність органів місцевого самоуправління, німецьке командування заборонило думі займатися політичними питаннями.
6 квітня 1918 року Малою Радою Української Центральної Ради проведено засідання з приводу повстання й реакції на нього німецького командування, під час якого заснувано комісію продовольчого відділу Миколаївської міської управи для встановлення збитків на продовольчих складах міста під час березневого повстання. Наступного ж дня міська дума заявила про непричетність міського голови Костенка до спричинення заворушень, а 21 квітня виділила кошти для підтримки діяльності Комісії з надання допомоги постраждалим під час антигерманського повстання в Миколаєві.
Встановивши жорсткий режим після повстання, комендатура поступово почала його послаблювати. З 1 квітня 1918 року з метою встановлення контакту з населенням германська комендатура започаткувала в Миколаєві видання газети «Николаевский вестник», спершу німецькою й російською, пізніше — лише німецькою мовою. Друк інших місцевих газет, а також ввезення до Миколаєва преси з інших міст заборонялося. З 2 квітня комендатура дозволила приватним особам користуватися поштовим зв’язком, потім залізницею. З 18 квітня був відкритий доступ до телеграфного й телефонного зв'язку в межах міста, а також встановлений зв’язок із Херсоном і Одесою.
Повстання в Миколаєві стало найбільшим серед актів спротиву австро-німецьким військам в Україні і набувало стихійного, а не виключно пробільшовицького характеру.

## Втрати
Уже ввечері та вночі першого дня мали місце перші жертви серед мирного населення. У числі загиблих були випадкові перехожі, які з різних причин опинилися на вулицях і намагалися якомога швидше дістатися додому. Німці, не розбираючись, відкривали вогонь по всіх, хто рухався. У подальші дні кількість випадкових загиблих була ще більшою.
Особливо постраждало населення Слобідки, чимало жертв припало на обстріл артилерією вулиць Конопатної, 3-ї Воєнної, 7-ї Слобідської. За свідченнями радянських джерел, у клубі більшовиків від атаки артилерії та пожеж, що настали внаслідок обстрілів, загинуло близько 40 осіб, а на складі сільськогосподарських машин Ельворті близько 100. Проте пізніші дослідження й аналіз метричних книг церков Миколаєва не підтвердив такої кількості загиблих. Загалом загиблих протягом 22—25 березня 1918 року, чия причина смерті була пов'язана безпосередньо з вогнем, тобто опіками або задухою, налічувалося близько 20 осіб, з них 10 — загибель родинами. 
24 березня німецька сторона зосередила інтенсивний артилерійський та кулеметний обстріл на Слобідці, що призвело до численних жертв серед цивільного населення. Саманні стіни будинків жителів рушилися від попадання артилерійських набоїв, здіймалися пожежі. Від вибуху артилерійського набою загинули родини Атакових (у тому числі троє дітей у віці від 6 до 13 років) та Соловйових. Родина Філіпових із 5 осіб (з них три — діти) загинула у льосі власного будинку. Батько й син Дубінські загинули від артилерійського набою, що влучив у будинок, родина Добкевичів — унаслідок випадкового поранення. Під час пожежі згоріло подружжя Плахотних з двома дітьми.
У 1918 році більшовицька преса також наводила очевидно перебільшену цифру у 5 000 страчених після придушення повстання містян, проте документальних підтведжень таких масових розстрілів не знайдено.
У 1919 році у Німеччині було видано спогади Вальтера Феста — керівника прес-служби Миколаївського військового гарнізону, що, хоча і прибув до Миколаєва вже після придушення повстання, проте залишив скурпульозні свідчення про життя міста в умовах керування австро-німецькими військами протягом 1918 року. В своїх мемуарах Фест наводив більш виважені цифри, до яких за родом служби мав доступ. За його спогадами, бої тривали безперервно, а перевага в бою була то на одній, то на іншій стороні. Розташований в готелі «Лондонський» німецький штаб через три дні був закритий, а німецький гарнізон в районі радіостанції був атакований більшовицьким загоном чисельністю 800 осіб. Втрати австро-німецьких військ при цьому склали приблизно 200 осіб загиблими і 400 пораненими.
В радянській історіографії стверджувалося, що у вуличних боях узяли участь понад 12 000 робітників, а кількість жертв налічувала більш як 2 000, з яких половина — мирне населення. Більшовицький активіст і учасник повстання Щеглов повідомляв, що німці втратили більше тисячі осіб вбитими. Проте сучасними дослідженнями ці цифри було спростовано: як учасників, так і жертв було значно менше. За метричними книгами, що зберігаються в державному архіві Миколаївської області, історик-краєзнавець і кандидат історичних наук Володимир Щукін склав поіменні списки вбитих. Кількість загиблих повстанців обраховано у 430 осіб, у тому числі й 107 невпізнаних осіб чоловічої статі, похованих у братських могилах на міському кладовищі.
Херсонська газета «Родной край» повідомляла про 2 000 жертв, але не уточнювала розподілення за сторонами. Велика кількість жертв була спричинена відсутністю знань правил поведінки в умовах бойових дій. Вночі деяка частина цивільного населення намагалася перебігти до своїх осель, однак потрапляла під шквальний вогонь, оскільки в темряві сприймалася за рухомі фігури повсталих. Певна частина цивільних також загинула через необережне поводження з вибухонебезпечними предметами.

## Увічнення пам'яті

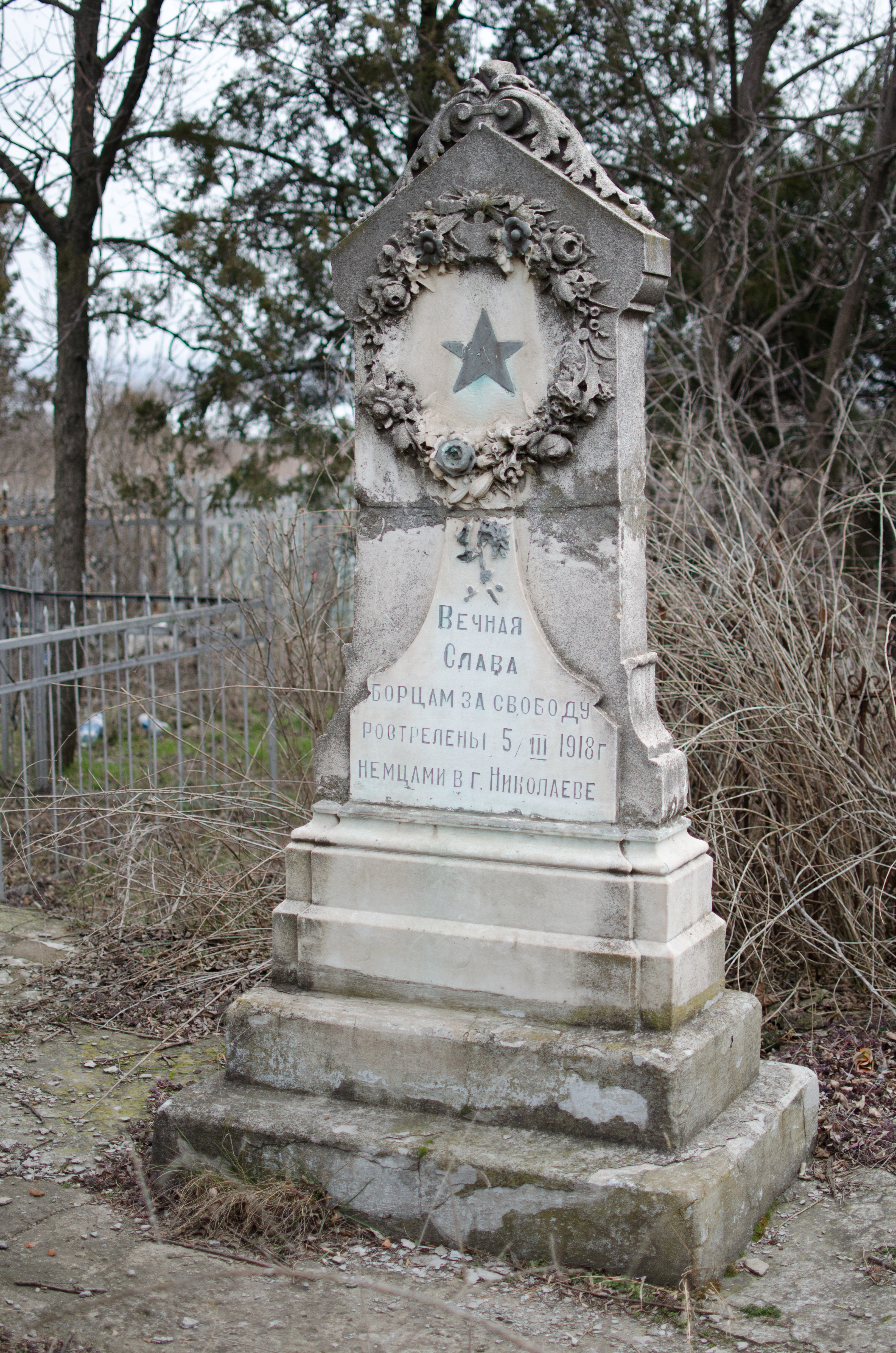
Надгробок на братській могилі загиблих під час Березневого повстання 1918 року на Миколаївському некрополі

Березневе повстання залишило свій слід у топоніміці Миколаєва. Через рік після заворушень, під час нетривалої чергової окупації більшовиками міста, у березні 1919 року відзначалася роковина з часу виступу. Аби увічнити пам'ять про загиблих повстанців, Миколаївська міська Рада робітничих і солдатських депутатів ухвалили рішення про перейменування Адміралтейської площі на площу Комунарів. Загиблих повстанців, за аналогією із загиблими захисниками Паризької комуни.
Проте за короткий час радянська влада знов впала, а місто захопила Добровольча армія під командуванням генерала Якова Слащова. 20 листопада за його наказом на площі було розстріляно 61 особу. В радянських джерелах беззаперечно вважалося, що усі розстріляні належали до більшовиків або їх прихильників, проте насправді ж більшість загиблих були випадковими людьми.
З відновленням радянської влади розстріляні денікінцями були також названі комунарами, їх іменем назвали суднобудівний завод, а в центрі було споруджено пам'ятник, таким чином змістивши фокус пам'яті з «першоназваних» комунарів, загиблих під час Березневого повстання.
Останньою згадкою про повстання у березні 1918 року лишилися дві братських могили на міському некрополі. На одній з них стоїть невеличкий надгробок з білого італійського мармуру, на якому вирізьблено вінок із квітів та фруктів, колись увінчений хрестом, але збитий і з намальованою фарбою червоною зіркою в центрі вінка. На надгробці, очевидно взятому з чужої могили, що було доволі типової практикою радянського часу, вирізьблено напис: «Вечная слава борцам за свободу. Расстреляны 5/III/1918 года немцами в городе Николаеве». Незрозумілим залишається те, чому дату подано за старим стилем. Тобто йдеться про 18 березня, під час якого розстрілів зафіксовано не було. Імовірно, в цей день відбувалося поховання добровольців, що загинули під час спротиву австро-німецьким військам поблизу Варварівського мосту. Також висувалася версія, що дата могла бути поставлено помилково і замість 5 березня мало б стояти 15, тобто 28 березня, коли було здійснено поховання 70 невпізнаних загиблих у ході повстання.